# ملیس ایلماز
ملیس ایلماز (ترکی استانبولی: Melis Yılmaz؛ زادهٔ ۲۸ ژوئن ۱۹۹۷) بازیکن والیبال اهل ترکیه و عضو تیم ملی والیبال بانوان این کشور است.
وی با شماره ۱ برای باشگاه والیبال زنان فنرباغچه بازی می‌کند.